# Henry Percy (Hotspur)

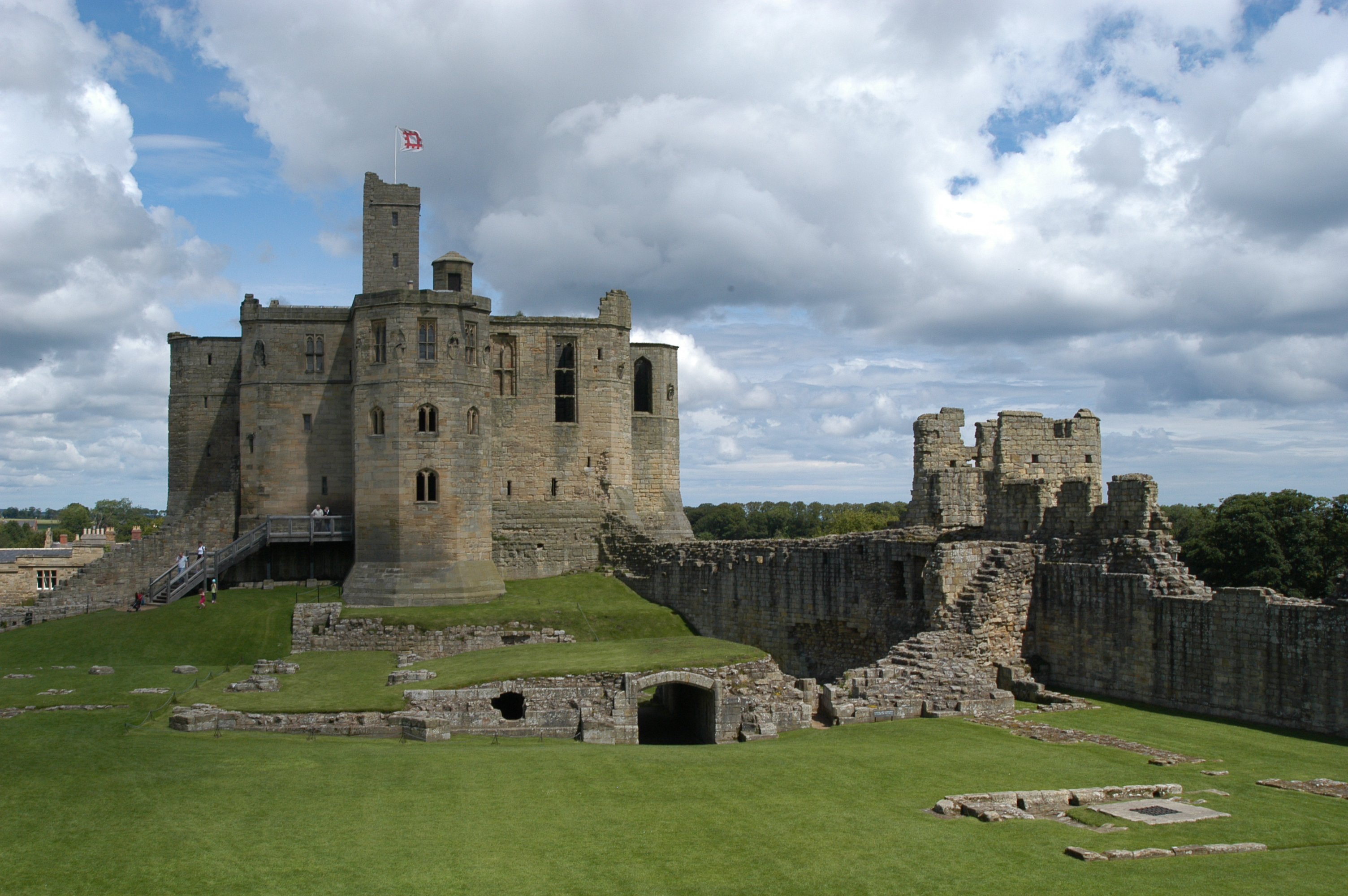
Het kasteel van Warkworth.

Sir Henry Percy, ook bekend als Harry Hotspur (20 mei 1364 – 21 juli 1403), was een middeleeuws Engels ridder. Zijn bijnaam "Hotspur" kreeg hij vanwege zijn opvliegend karakter.

## Afkomst
Hij was de oudste zoon van Henry Percy, 1e graaf van Northumberland en 4e lord Percy van Alnwick. Zijn moeder was Margaret Neville, dochter van Ralph Neville, 2e baron Neville de Raby en Alice de Audley. Zijn geboorteplaats kan Spofforth Castle in Yorkshire, Alnwick Castle in Alnwick, Northumberland of Warkworth Castle in Warkworth, Northumberland geweest zijn.

## Veldslagen

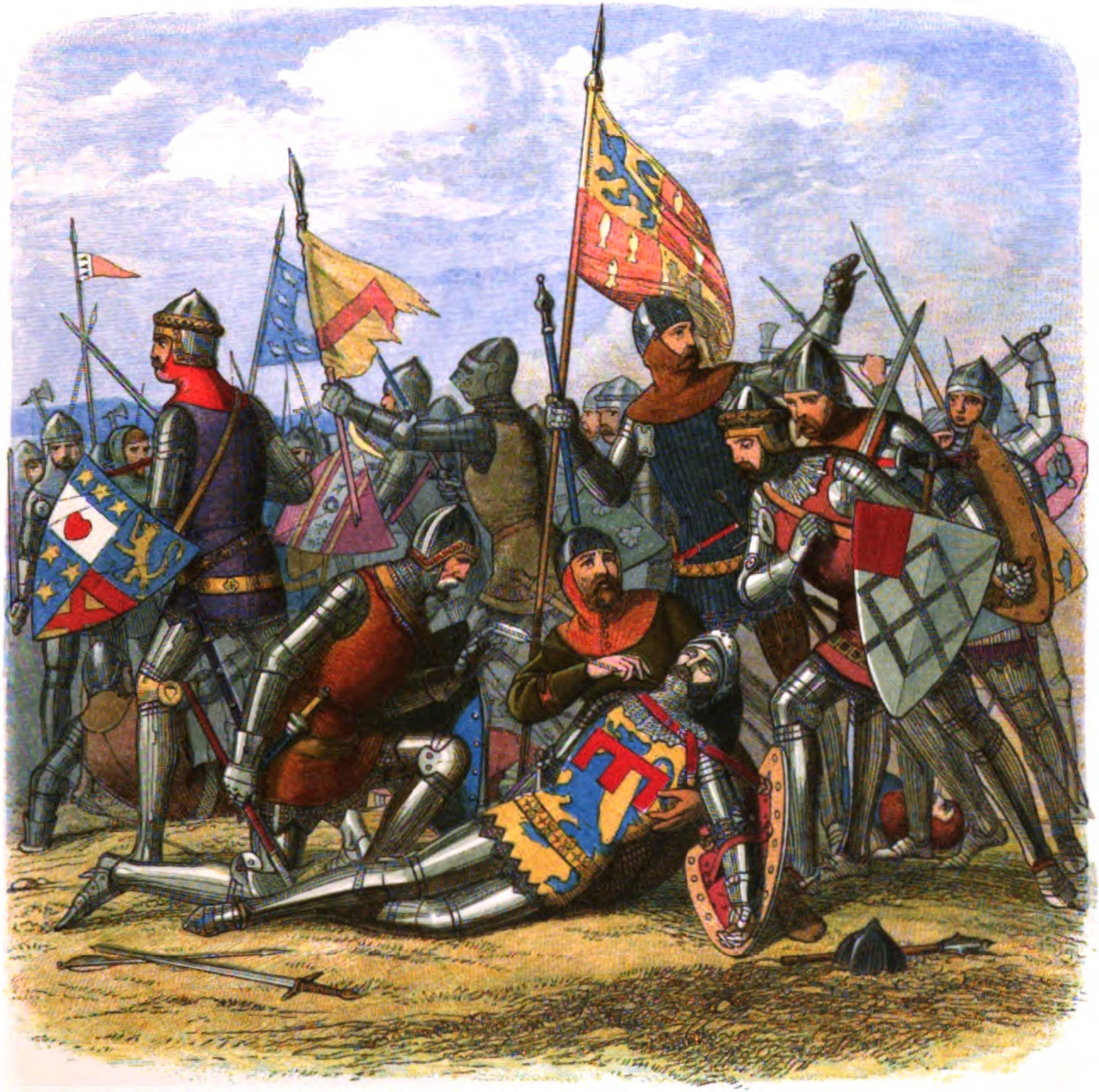
Hotspur is dood, zijn schildknaap trekt de pijl uit zijn mond

Hij verwierf snel faam in gevechten tegen de Schotten en de Fransen. Hij vocht tegen de Schotten van James Douglas, 2e graaf van Douglas in de nachtelijke Slag bij Otterburn in augustus 1388. Hij werd gevangengenomen, maar kwam vrij voor losgeld. Hij trok naar Calais in 1391 en diende als gouverneur van Bordeaux van 1393 tot 1395.
Na zijn terugkeer naar Engeland hielp hij samen met zijn vader om Richard II van Engeland van de troon te stoten ten voordele van Hendrik IV van Engeland. Hij vocht samen met zijn vader in de Slag bij Humbleton Hill.
Samen met de broer van zijn vader, Thomas Percy, graaf van Worcester leidde hij in 1403 een opstand tegen Hendrik, samen met Owain Glyndŵr. Hij sneuvelde in de Slag bij Shrewsbury, toen hij zijn vizier opende om lucht te happen werd hij dodelijk getroffen door een pijl in de mond.
Hendrik IV weende bij zijn lijk en liet hem begraven in Whitchurch (Shropshire). Toen geruchten gingen dat hij nog leefde, deed dezelfde Hendrik IV hem opgraven en op een speer gespietst tentoonstellen te Shrewsbury. Nadien werd zijn lijk gevierendeeld en de vier stukken werden rondgestuurd in Engeland. Zijn hoofd werd op een paal geplaatst op de  stadswallen van York.

## Nakomelingen
Hij was getrouwd met Elizabeth Mortimer, dochter van Edmund Mortimer, 3e graaf van March en Filippa Plantagenet, 5e gravin van Ulster. Filippa was de dochter van  Lionel van Antwerpen, 1e hertog van Clarence en Elizabeth de Burgh, 4e gravin van Ulster. Lionel was de zoon van Eduard III van Engeland en Filippa van Henegouwen. 
Henry en Elizabeth kregen twee kinderen:
- Henry Percy, 2e graaf van Northumberland (3 februari 1392 – 22 mei 1455)
- Elizabeth Percy (gestorven 26 oktober 1437). Zij trouwde met John Clifford, 7e baron van Clifford in 1404. Ze waren de betovergrootouders van Jane Seymour, de derde vrouw van Hendrik VIII van Engeland.

## Shakespeare
Harry's schildknaap, John Hardyng, schreef de geschiedenis van Engeland, vooral een verhaal over de grootsheid van de familie Percy. Deze geschiedenis vormde een van de bronnen voor  Shakespeares stuk Henry IV, Part 1, met ondertitel "With the Battle at Shrewsburie, between the King and Lord Henry Percy, surnamed Henry Hotspur of the North". In het stuk wordt hij voorgesteld als van dezelfde leeftijd als zijn tegenstander Prince Hal (Hendrik V van Engeland), hoewel Hotspur merkelijk ouder was. Prins Hal was toen maar 16. In de finale slag doodt Hal in het toneelstuk Hotspur in een man-tegen-mangevecht.

## Tottenham
De voetbalclub Tottenham Hotspur FC is naar hem genoemd.

## Standbeeld
Op 20 augustus 2010 werd in Alnwick in Northumberland een bronzen standbeeld van hem onthuld.